# Pieter Cosijn

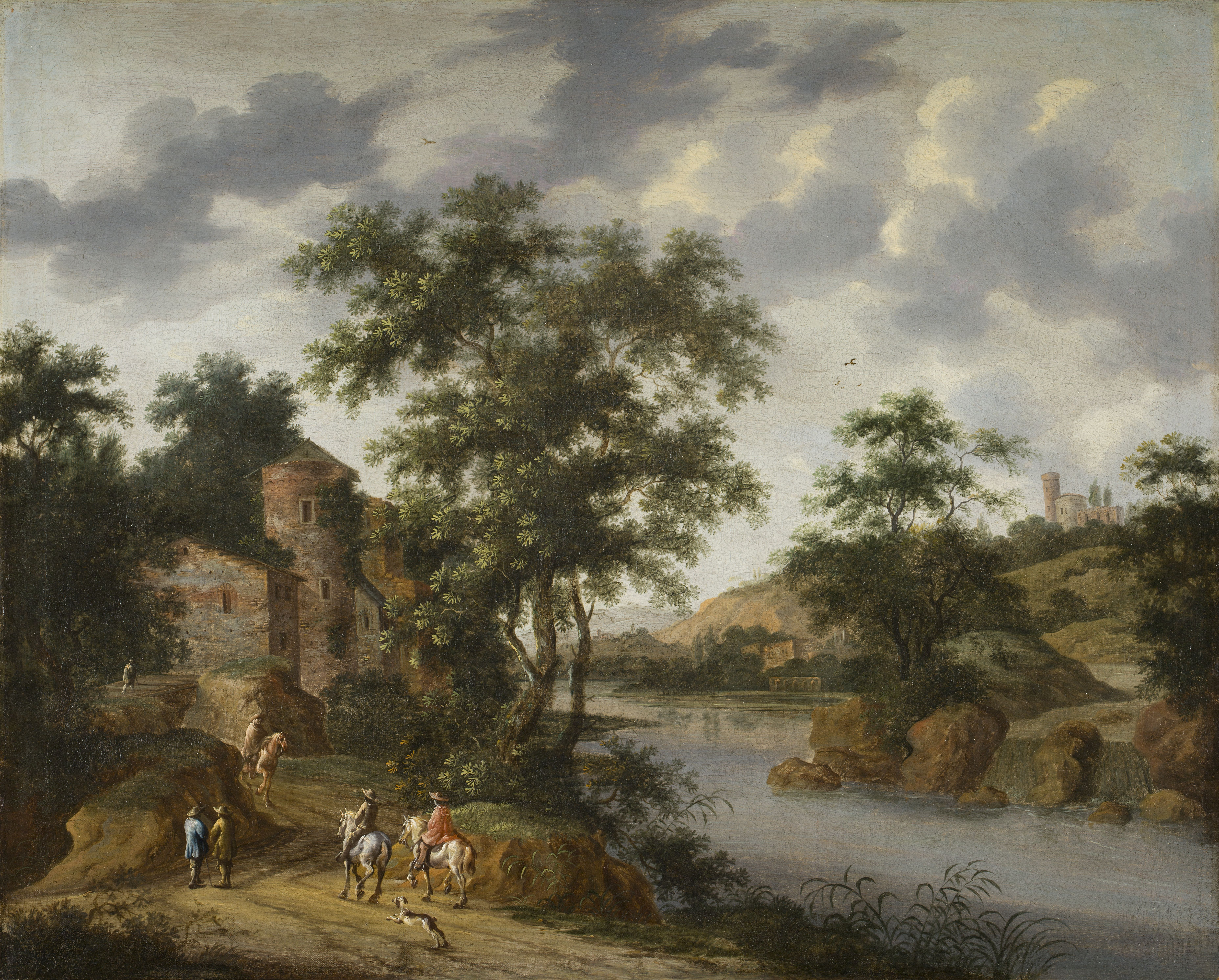
Een rivierlandschap met ruiters (Pieter Cosijn, 1667)

Pieter Cosijn (Rijswijk, 1 september 1630 – Den Haag, na 1667) was een Noord-Nederlandse schilder van landschappen en bloemstillevens.  Hij schilderde in de stijl van Anthonie Jansz. van der Croos, en monogrammeerde zijn werk met de letters "PC".
Cosijn was de zoon van Jacques Cosijn (of Cousingh), die militair was in Nederlands-Brazilië. Na het overlijden van zijn vader in 1635 kwam hij in het weeshuis van Den Haag terecht. Pieter ging naar school in Voorburg en omstreeks 1640 naar een kostschool in Overschie. Gedurende zijn minderjarigheid (tot zijn 25e) had hij het moeilijk omdat zijn schilderijen niet genoeg opbrachten en het weeshuis hem zijn erfdeel, dat zij in beheer hadden, niet uitkeerde.
Pieter Cosijn was in 1647 in de leer bij de kunstschilder Pieter Nason in Den Haag en in 1648 bij Peter Willebeeck in Antwerpen. Hij keerde echter al na een half jaar terug naar Den Haag.
Hij trouwde in 1649 met Sara Klarebouts, met wie hij meerdere kinderen kreeg. Hij werkte in Den Haag (1649-1654), en vervolgens in Leiden (1654-1655). Om moeilijke tijden te doorstaan opende hij in Leiden een winkel. Hij keerde in 1657 terug naar Den Haag. In 1658 werd hij lid van de Confrèrie Pictura, het gilde voor kunstenaars, maar had soms moeite om zijn bijdrage te betalen. 
Het Museum voor Schone Kunsten (Gent) heeft een gesigneerd schilderij van hem uit 1667. Er is vrijwel niets bekend over zijn latere leven. Er zijn aanwijzingen dat Pieter Cosijn enige tijd in Middelburg verbleef, mogelijk rond 1663, aangezien zijn moeder en stiefvader daar woonden en iemand met zijn naam als huisknecht van een schuttersgilde wordt genoemd. Toch werden in 1664 en 1669 twee van zijn kinderen in Den Haag gedoopt. In 1667 wordt een overleden Pieter Cosijn genoemd. In 1668 verschijnt een Pieter Cosijn de Jonge als erfgenaam van Pieter Cosijn de Oude, mogelijk de schilder. Zeker is dat zeven werken van Cosijn in 1676 in Middelburg werden geïnventariseerd in de boedel van kunsthandelaar.
- Biografisch Portaal: 60655510
- RKD-Nederlands Instituut voor Kunstgeschiedenis: 18644
- Union List of Artist Names: 500004671
- Virtual International Authority File: 95709302